# 푸드 포스
《푸드 포스》(영어: Food Force) 2005년, 국제 연합 산하기구인 세계 식량 계획(WFP)에서 개발한 교육용 컴퓨터 게임으로, 이 분야의 게임들 가운데 가장 성공적이라는 평을 받고 있다.
이 게임은 헬기나 C-130 허큘리스와 같은 수송 수단을 이용해 인도양 가상의 섬 세이란에 정확한 위치에 난민들에게 전달될 구호 물품을 신속하게 투하하여 전달해야 한다.
푸드포스는 디팬드(Deepend)라는 로마의 컴퓨터 디자인 스튜디오에서 만들어졌으며 개발주체는 런던소재 플레어트리사다.
게임 플레이어는 기근에 시달리고 있는 나라에서 다시 자급자족을 할 수 있을 때까지 식량을 지원하는 미션을 부여받게 되고, 이를 통해 플레이어는 실세계의 기근상황과 WFP가 지원하고 있는 일을 배우게 된다.
현재 이 게임은 윈도우용과 OS X용 모두 무료로 제공되고 있으며, WFP에서는 게임을 다운로드 후 CD나 DVD로 구워 주변 사람들에게 권장하는 것을 장려하고 있다.
대한민국에서는 엔씨소프트에서 한국어로 서비스를 했었다.

## 푸드 포스 2
푸드 포스에 기반을 둔 《푸드 포스 2》는 GNU GPL 버전 3를 따르는 자유 소프트웨어로 개발되었다. 파이썬으로 작성된 크로스 플랫폼으로서 OLPC와 슈가 데스크톱 환경을 포함한 여러 플랫폼에서 실행된다. 푸드 포스 2는 리눅스, 윈도우, 맥 OS X 플랫폼용으로 실행할 수 있다.

## 같이 보기
- 난민지원
- 교육용 컴퓨터 게임